# تخت روان

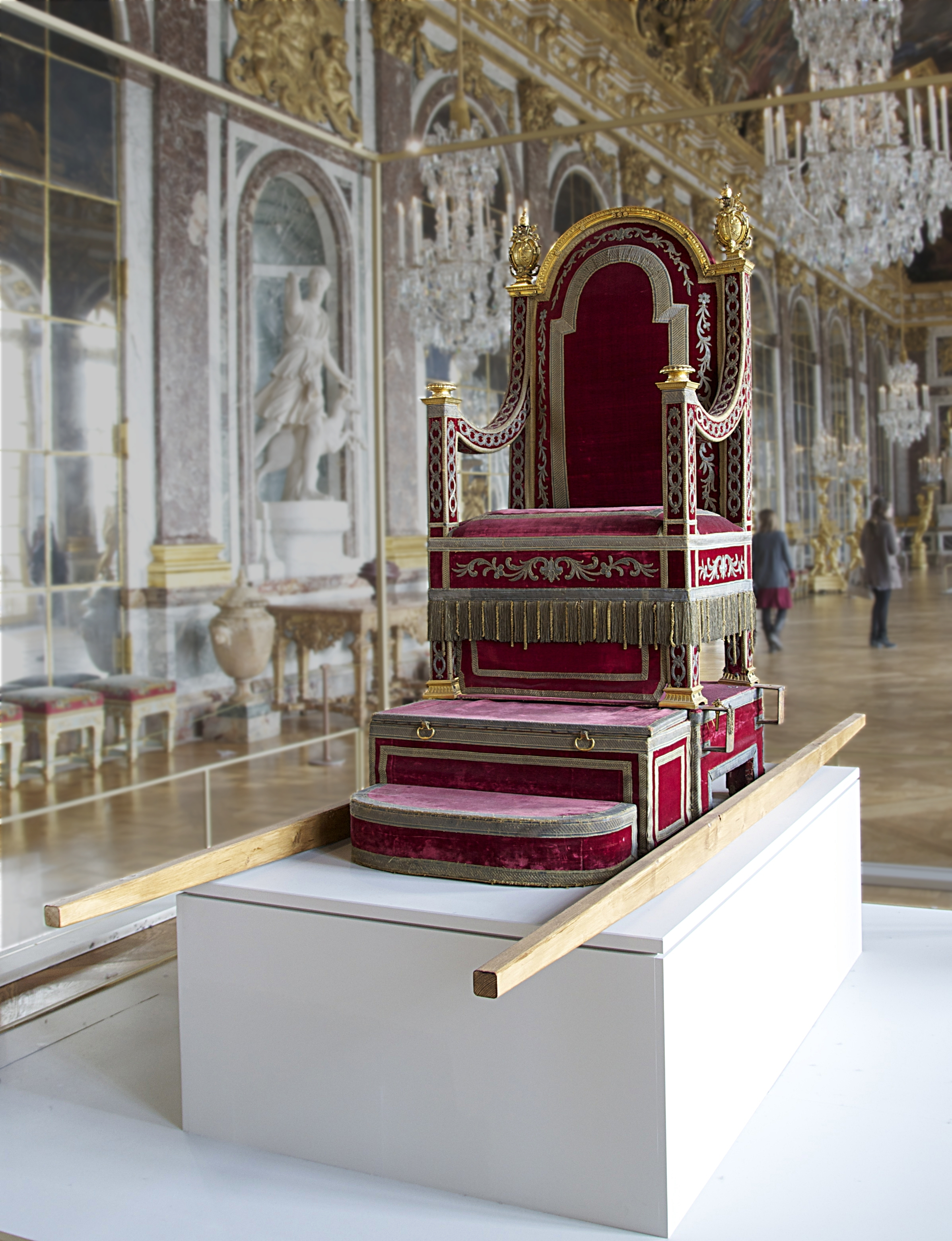
تخت روانِ پاپ، اسقف رم و رهبر کلیسای کاتولیک که استفاده از آن به‌دستور ژان پل دوم منسوخ گردید.

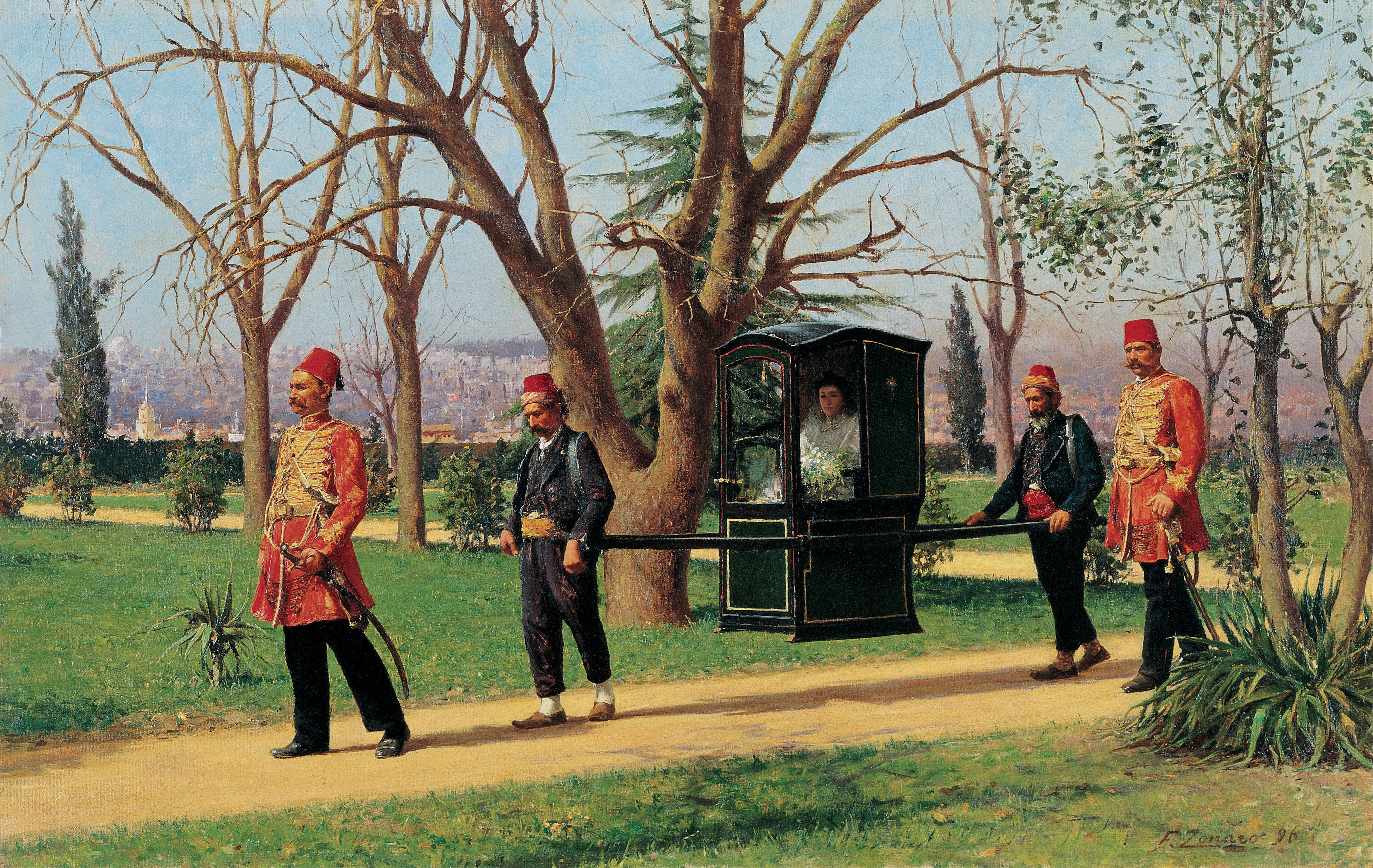
دختر سفیر بریتانیا در عثمانی (اواخر سده ۱۹) اثر فائوستو زونارو

تخت روان (به فرانسوی: Palanquin) تختی است که سابقاً پادشاهان، اعضای خاندان سلطنتی، اعضای بلندپایه دربار، طبقه مرفه و اعیان در آن می‌نشستند و نوکران یا بردگان آن را بر دوش کشیده و حمل می‌کردند.